# Zeleni Zub na Planeti Dosade
Zeleni Zub na Planeti Dosade je album srpskog alternativnog rock sastava Disciplina kičme, kojeg je objavio PGP RTB 1989. godine.
Album je izglasan na 32. mjesto najboljih 100 rock i pop albuma u knjizi YU 100: najbolji albumi jugoslavenske rock i pop glazbe.

## Popis pjesama
Svu glazbu i tekstove napisao je Koja
1. Tata i mama - 3:50
2. Zeleni Zub - 2:41
3. Betmen, Mandrak, Fantom - 3:18
4. Manitua mi - 4:44
5. Ukus nestašnih - 1:05
6. Ah kakva sreća - 2:49
7. Planeta Dosade - 3:34
8. Iza 9 Brda - 2:36
9. Glas Nestašnih - 2:50
10. Tata i mama 2 - 2:09

## Učestvovali na albumu
- Koja (Dušan Kojić) — bas, vokal
- Dule (Dušan Dejanović) — bubnjei
- Kuzma (Jurij Novoselić) — saksofon
- Zerkman (Zoran Erkman) — bubnjevi

## Vanjske poveznice
- EX YU ROCK enciklopedija 1960-2006, Janjatović Petar; ISBN 978-86-905317-1-4
- Zeleni Zub na Planeti Dosade na Discogs